# Swapna Barman
Pour les articles homonymes, voir Barman (homonymie).
Swapna Burman ou Barman (née le 29 octobre 1996 dans le district de Jalpaiguri) est une athlète indienne, spécialiste de l'heptathlon.

## Carrière
Championne nationale avec 5400 points le 19 août 2014 à Patiala, elle remporte les Championnats d'Asie à Bhubaneswar le 9 juillet 2017. Ce titre lui permet d'obtenir une place pour les Championnats du monde de Londres.
Le 29 août 2018, elle remporte la médaille d'argent des Jeux asiatiques de Jakarta et dépasse pour la première fois la barrière des 6 000 points, avec 6 026 unités.

## Vie privée
Elle est hexadactylique : elle est née avec 6 orteils à chaque pied.

## Palmarès
| Date | Compétition                  | Lieu        | Résultat | Épreuve    | Points    |
| ---- | ---------------------------- | ----------- | -------- | ---------- | --------- |
| 2014 | Championnats d'Asie juniors  | Taipei      | 2e       | Heptathlon | 4 962 pts |
| 2016 | Championnats d'Asie en salle | Doha        | 8e       | Hauteur    | 1,70 m    |
| 2017 | Championnats d'Asie          | Bhubaneswar | 1re      | Heptathlon | 5 942 pts |
| 2017 | Championnats du monde        | Londres     | 26e      | Heptathlon | 5 431 pts |
| 2018 | Jeux asiatiques              | Jakarta     | 1re      | Heptathlon | 6 026 pts |
| 2019 | Championnats d'Asie          | Doha        | 2e       | Heptathlon | 5 993 pts |
| 2023 | Championnats d'Asie en salle | Astana      | 2e       | Pentathlon | 4 119 pts |
| 2023 | Championnats d'Asie          | Bangkok     | 2e       | Heptathlon | 5 840 pts |

## Records
| Épreuve           | Performance   | Lieu        | Date             |
| ----------------- | ------------- | ----------- | ---------------- |
| 100 mètres haies  | 13 s 99       | Bhubaneswar | 8 juillet 2017   |
| Saut en hauteur   | 1,87 m        | Patiala     | 3 juin 2017      |
| Lancer du poids   | 12,76 m       | Doha        | 22 avril 2019    |
| 200 mètres        | 25 s 59       | Ranchi      | 24 novembre 2015 |
| Saut en longueur  | 6,05 m        | Jakarta     | 29 août 2018     |
| Lancer du javelot | 50,63 m       | Jakarta     | 29 août 2018     |
| 800 mètres        | 2 min 16 s 20 | Bhubaneswar | 9 juillet 2017   |
| Heptathlon        | 6 026 pts     | Jakarta     | 29 août 2018     |

| Épreuve         | Performance | Lieu | Date            |
| --------------- | ----------- | ---- | --------------- |
| Saut en hauteur | 1,70 m      | Doha | 21 février 2016 |